# (4200) Shizukagozen
(4200) Shizukagozen ist ein Hauptgürtelasteroid, der am 28. November 1983 von Yoshiaki Banno und Takeshi Urata am Observatorium in Nasukarasuyama entdeckt wurde.
Der Asteroid wurde nach Shizuka Gozen, der Geliebten von Minamoto no Yoshitsune, benannt. Der Asteroid erhielt diesen Namen, da sein Orbit dem von (3178) Yoshitsune stark ähnlich ist.